# Affaire du groupe anti-parti
Le nom d'affaire du groupe anti-parti désigne la tentative d’éviction de Nikita Khrouchtchev de son poste de premier secrétaire du PCUS par un groupe d’anciens collaborateurs de Staline en juin 1957. L’action échoua et fut la dernière tentative des tenants de la ligne stalinienne de garder le pouvoir. Le terme « groupe anti-parti » fut utilisé par Khrouchtchev pour désigner les auteurs de la tentative exclus à cette occasion du Politburo.

## Contexte
L'affaire éclata en pleine phase de déstalinisation. Le dénouement de la crise sans exécution des comploteurs a pu faire comprendre, un an après la tenue du XXe congrès du PCUS, que les hécatombes staliniennes appartenaient au passé.

## Bande dessinée
- La Machination Voronov, l'un des albums de bandes dessinées  de la série Blake et Mortimer postérieurs à ceux d'Edgar P. Jacobs, paru en 2000, écrit par Yves Sente et dessiné par André Juillard, s'inspire de l'affaire du complot anti-parti.